# Франк Французской Полинезии
Франк Французской Полинезии (фр. Franc) — денежные знаки во франках (сначала французских, затем франках КФП), выпускающиеся с 1914 года для французского владения Французская Полинезия. Официально не назывались «франком Французской Полинезии», однако обращались, как правило, только на её территории.
В настоящее время выпускаются монеты Французской Полинезии номиналом от 1 до 100 франков КФП, являющиеся законным платёжным средством на территории Новой Каледонии, Французской Полинезии и островах Уоллис и Футуна.

## История
В 1843 году был установлен французский протекторат над Маркизскими островами и островом Таити, в 1844 — над островами Гамбье. В 1885 году была образована колония Французские владения в Океании, в состав которой в 1885—1903 годах были включены и иные, вновь захваченные, территории. В 1946 году колония получила статус заморской территории Франции. В 1958 году название территории было изменено на «Французская Полинезия». С 2004 года — заморское сообщество Франции.

### Французский франк
Законным платёжным средством до 1946 года был французский франк.
В 1905 году в Папеэте было открыто отделение частного Банка Индокитая, которое в 1914 году начало выпуск банкнот с надпечатками «Папеэте (Таити)», позже иногда — просто «Папеэте».
В 1919 году в связи с недостатком монет мелких номиналом были выпущены боны Коммерческой палаты Французских владений в Океании, а в 1920 году — боны банка Андре Краевски (фр. Banque André Krajewski).
В 1940 году купюры в 20 франков Банка Индокитая были выпущены с надпечаткой нового номинала — 100 франков. В 1943 году новый номинал во франках надпечатывался на банкнотах Банка Индокитая в 50 и 100 пиастров, выпускавшихся для Французского Индокитая.
В 1941—1943 администрацией колонии выпускались кассовые боны «Свободных французских владений в Океании» мелких номиналов. На купюрах выпуска 1942 года был изображён лотарингский крест — эмблема Свободной Франции

### Франк КФП
Декретом французского правительства от 26 декабря 1945 года в качестве денежной единицы французских владений тихоокеанских владений Франции утверждён франк КФП (colonies françaises du Pacifique — французских тихоокеанских колоний). Право выпуска франка КФП первоначально осталось за Банком Индокитая. 25 сентября 1948 года принят закон, лишающий Банк Индокитая права эмиссии во французских заморских владениях. Однако фактически право эмиссии принадлежало банку до 1967 года.
В 1949 году выпущены первые монеты. На аверсе монет имелась надпись «Французская Республика — Французский Союз», на реверсе — «Французские владения в Океании».
В 1954 году вновь была выпущена купюра с надпечаткой — 1000 франков на банкноте Банка Индокитая в 100 пиастров.
В 1965 году начат выпуск новых монет, на аверсе которых не было надписи «Французский Союз», надпись на реверсе была изменена на «Французская Полинезия».
22 декабря 1966 года принят закон о деятельности Эмиссионного института заморских территорий. 1 апреля 1967 года правительством Франции учреждён Эмиссионный институт заморских территорий, которому переданы эмиссионные функции Банка Индокитая.
В 1969 году начат выпуск банкнот Эмиссионного института заморских территорий с надпечаткой «Папеэте» (в Новой Каледонии банкноты выпускались с надпечаткой «Нумеа»). С 1972 года на монетах указывается аббревиатура Эмиссионного института — «I.E.O.M.».
С 1992 года банкноты в 500 франков, а затем и банкноты остальных номиналов выпускаются без надпечаток «Нумеа» и «Папеэте». Монеты во франках КФП по-прежнему выпускаются двух образцов — Новой Каледонии и Французской Полинезии. Банкноты и монеты Эмиссионного института во франках КФП независимо от их образца (Новой Каледонии или Французской Полинезии) являются законным платёжным средством на территории Новой Каледонии, Французской Полинезии и островах Уоллис и Футуна.

## Монеты и банкноты
Выпускались бумажные денежные знаки:
- банкноты Банка Индокитая с надпечатками «Папеэте (Таити)» или «Папеэте»: 5, 20, 100, 500, 1000 франков;
- банкноты Банка Индокитая с надпечатанным новым номиналом: 100 франков (на 20 франках), 100 франков (на 50 пиастрах), 1000 франков (на 100 пиастрах);
- боны Коммерческой палаты Французских владений в Океании: 25, 50 сантимов, 1, 2 франка;
- боны Банка Андре Краевски: 25, 50 сантимов, 1, 2 франка;
- кассовые боны Свободных французских владений в Океании: 50 сантимов, 1, 2, 2,50 франка[2];
- банкноты Эмиссионного института с надпечаткой «Папеэте»: 100, 500, 1000, 5000 франков[3].

Выпускались монеты:
- с легендой «Французская Республика — Французский Союз», «Французские владения в Океании»: 50 сантимов, 1, 2, 5 франков;
- с легендой «Французская Республика», «Французская Полинезия»: 1, 2, 5, 10, 20, 50, 100 франков[4][5].